# Karel Lichtnégl
Karel Lichtnégl (Hodonín, 1936. augusztus 30. – Brno, 2015. január 15.) olimpiai ezüstérmes csehszlovák válogatott cseh labdarúgó, csatár.

## Pályafutása

### Klubcsapatban
1957-ben a Dynamo Praha, 1957 és 1959 között a Dukla Pardubice labdarúgója volt. 1960 és 1962 között az RH Brno csapatában szerepelt. Klubja fuzionált a Spartak ZJŠ Brno együttesével így a Spartak játékosa lett 1967-ig. 1967 és 1970 között az NHKG Ostrava, 1970–71-ben a Zbrojovka Brno, 1972 és 1975 között a Spartak Brno labdarúgója volt.

### A válogatottban
1963–64-ben három alkalommal szerepelt a csehszlovák válogatottban. 14 alkalommal játszott az olimpiai válogatottban és négy gólt szerzett. Tagja volt az 1964-es tokiói olimpiai játékokon ezüstérmes csapatnak.

## Sikerei, díjai
Csehszlovákia
- Olimpiai játékok
  - ezüstérmes: 1964, Tokió

 Zbrojovka Brno
- Csehszlovák bajnokság – másodosztály
  - bajnok: 1970–71